# 弗蘭克·帕隆
弗蘭克·帕隆（英語：Frank Pallone；1951年10月30日—）是美国的一位政治人物。自1988年開始，他是新泽西州第6選舉區選出的聯邦眾議員。他的黨籍是民主黨。他現在居住在華盛頓特區。